# Copa Mundial por Equipos 2011
La Copa Mundial por Equipos 2011 fue la 34.ª versión de dicho torneo de equipos nacionales de tenis. Este evento fue realizado en el Rochusclub de Düsseldorf, en el estado de Renania del Norte-Westfalia, Alemania.
Disputado entre el 18 y el 21 de mayo de 2011, participaron jugadores de Alemania, Argentina, Rusia, España, Estados Unidos, Kazajistán, Serbia y Suecia.

## Preclasificación
| 1. Estados Unidos 2. Serbia 3. Alemania 4. Argentina | 1. España 2. Kazajistán 3. Rusia 4. SueciaWild Card Team |

(*) Jugadores seleccionador para realizar los partidos de singles.

## Grupo Rojo

### Tabla de posiciones
| Pos. | País           | G | P | Partidos | Sets    |
| ---- | -------------- | - | - | -------- | ------- |
| 1    | Argentina      | 3 | 0 | 8 - 1    | 16 - 2  |
| 2    | Estados Unidos | 2 | 1 | 4 - 5    | 10 - 11 |
| 3    | Suecia         | 1 | 2 | 4 - 5    | 9 - 12  |
| 4    | Kazajistán     | 0 | 3 | 2 - 7    | 5 - 15  |

### Argentina vs. Kazajistán
| | Argentina             | 3                                 | 0 | Kazajistán |  |
| --- | --------------------- | --------------------------------- | - | ---------- |  |
| Düsseldorf, Alemania 15 de mayo de 2011 |                       |                                   |   |            |  |
| \| 1 \| \| Juan Mónaco \| 6 \| 6 \| \| \| 1 \| \| Andréi Golúbev \| 4 \| 0 \| \| \| 2 \| \| Juan Ignacio Chela \| 6 \| 6 \| \| \| 2 \| \| Mijaíl Kukushkin \| 1 \| 2 \| \| \| 3 \| \| Máximo González / Juan Mónaco \| 6 \| 6 \| \| \| 3 \| \| Andréi Golúbev / Mijaíl Kukushkin \| 4 \| 3 \| \| |                       |                                   |   |            |  |
| 1 | Bandera de Argentina  | Juan Mónaco                       | 6 | 6          |  |
| 1 | Bandera de Kazajistán | Andréi Golúbev                    | 4 | 0          |  |
| 2 | Bandera de Argentina  | Juan Ignacio Chela                | 6 | 6          |  |
| 2 | Bandera de Kazajistán | Mijaíl Kukushkin                  | 1 | 2          |  |
| 3 | Bandera de Argentina  | Máximo González / Juan Mónaco     | 6 | 6          |  |
| 3 | Bandera de Kazajistán | Andréi Golúbev / Mijaíl Kukushkin | 4 | 3          |  |

### Estados Unidos vs. Suecia
| | Estados Unidos            | 2                                | 1 | Suecia |      |
| --- | ------------------------- | -------------------------------- | - | ------ | ---- |
| Düsseldorf, Alemania 16 de mayo de 2011 |                           |                                  |   |        |      |
| \| 1 \| \| Sam Querrey \| 7 \| 5 \| 63 \| \| 1 \| \| Robin Söderling \| 5 \| 7 \| 7 \| \| 2 \| \| John Isner \| 6 \| 6 \| \| \| 2 \| \| Christian Lindell \| 4 \| 1 \| \| \| 3 \| \| Mardy Fish / John Isner \| 4 \| 7 \| [10] \| \| 3 \| \| Simon Aspelin / Robert Lindstedt \| 6 \| 65 \| [4] \| |                           |                                  |   |        |      |
| 1 | Bandera de Estados Unidos | Sam Querrey                      | 7 | 5      | 63   |
| 1 | Bandera de Suecia         | Robin Söderling                  | 5 | 7      | 7    |
| 2 | Bandera de Estados Unidos | John Isner                       | 6 | 6      |      |
| 2 | Bandera de Suecia         | Christian Lindell                | 4 | 1      |      |
| 3 | Bandera de Estados Unidos | Mardy Fish / John Isner          | 4 | 7      | [10] |
| 3 | Bandera de Suecia         | Simon Aspelin / Robert Lindstedt | 6 | 65     | [4]  |

### Argentina vs. Suecia
| | Argentina            | 2                                | 1  | Suecia |  |
| --- | -------------------- | -------------------------------- | -- | ------ |  |
| Düsseldorf, Alemania 17 y 18 de mayo de 2011 |                      |                                  |    |        |  |
| \| 1 \| \| Juan Ignacio Chela \| 6 \| 6 \| \| \| 1 \| \| Christian Lindell \| 1 \| 1 \| \| \| 2 \| \| Máximo González \| 1 \| 3 \| \| \| 2 \| \| Robin Söderling \| 6 \| 6 \| \| \| 3 \| \| Juan Ignacio Chela / Juan Mónaco \| 7 \| 6 \| \| \| 3 \| \| Simon Aspelin / Robert Lindstedt \| 61 \| 0 \| \| |                      |                                  |    |        |  |
| 1 | Bandera de Argentina | Juan Ignacio Chela               | 6  | 6      |  |
| 1 | Bandera de Suecia    | Christian Lindell                | 1  | 1      |  |
| 2 | Bandera de Argentina | Máximo González                  | 1  | 3      |  |
| 2 | Bandera de Suecia    | Robin Söderling                  | 6  | 6      |  |
| 3 | Bandera de Argentina | Juan Ignacio Chela / Juan Mónaco | 7  | 6      |  |
| 3 | Bandera de Suecia    | Simon Aspelin / Robert Lindstedt | 61 | 0      |  |

### Estados Unidos vs. Kazajistán
| | Estados Unidos            | 2                                 | 1 | Kazajistán |   |
| --- | ------------------------- | --------------------------------- | - | ---------- | - |
| Düsseldorf, Alemania 17 y 18 de mayo de 2011 |                           |                                   |   |            |   |
| \| 1 \| \| Mardy Fish \| 6 \| 6 \| \| \| 1 \| \| Andréi Golúbev \| 4 \| 2 \| \| \| 2 \| \| Sam Querrey \| 6 \| 5 \| 5 \| \| 2 \| \| Mijaíl Kukushkin \| 3 \| 7 \| 7 \| \| 3 \| \| Mardy Fish / John Isner \| 6 \| 7 \| \| \| 3 \| \| Andréi Golúbev / Mijaíl Kukushkin \| 3 \| 610 \| \| |                           |                                   |   |            |   |
| 1 | Bandera de Estados Unidos | Mardy Fish                        | 6 | 6          |   |
| 1 | Bandera de Kazajistán     | Andréi Golúbev                    | 4 | 2          |   |
| 2 | Bandera de Estados Unidos | Sam Querrey                       | 6 | 5          | 5 |
| 2 | Bandera de Kazajistán     | Mijaíl Kukushkin                  | 3 | 7          | 7 |
| 3 | Bandera de Estados Unidos | Mardy Fish / John Isner           | 6 | 7          |   |
| 3 | Bandera de Kazajistán     | Andréi Golúbev / Mijaíl Kukushkin | 3 | 610        |   |

### Kazajistán vs. Suecia
| | Kazajistán            | 1                                 | 2  | Suecia |   |
| --- | --------------------- | --------------------------------- | -- | ------ | - |
| Düsseldorf, Alemania 19 y 20 de mayo de 2011 |                       |                                   |    |        |   |
| \| 1 \| \| Mijaíl Kukushkin \| 6 \| 6 \| \| \| 1 \| \| Christian Lindell \| 0 \| 1 \| \| \| 2 \| \| Andréi Golúbev \| 7 \| 67 \| 3 \| \| 2 \| \| Robin Söderling \| 64 \| 7 \| 6 \| \| 3 \| \| Andréi Golúbev / Mijaíl Kukushkin \| 6 \| 1 \| \| \| 3 \| \| Simon Aspelin / Robert Lindstedt \| 7 \| 6 \| \| |                       |                                   |    |        |   |
| 1 | Bandera de Kazajistán | Mijaíl Kukushkin                  | 6  | 6      |   |
| 1 | Bandera de Suecia     | Christian Lindell                 | 0  | 1      |   |
| 2 | Bandera de Kazajistán | Andréi Golúbev                    | 7  | 67     | 3 |
| 2 | Bandera de Suecia     | Robin Söderling                   | 64 | 7      | 6 |
| 3 | Bandera de Kazajistán | Andréi Golúbev / Mijaíl Kukushkin | 6  | 1      |   |
| 3 | Bandera de Suecia     | Simon Aspelin / Robert Lindstedt  | 7  | 6      |   |

### Argentina vs. Estados Unidos
| | Argentina                 | 3                             | 0  | Estados Unidos |  |
| --- | ------------------------- | ----------------------------- | -- | -------------- |  |
| Düsseldorf, Alemania 19 y 20 de mayo de 2011 |                           |                               |    |                |  |
| \| 1 \| \| Juan Mónaco \| 7 \| 7 \| \| \| 1 \| \| Mardy Fish \| 64 \| 5 \| \| \| 2 \| \| Juan Ignacio Chela \| 6 \| 7 \| \| \| 2 \| \| John Isner \| 1 \| 61 \| \| \| 3 \| \| Máximo González / Juan Mónaco \| 6 \| 6 \| \| \| 3 \| \| John Isner / Sam Querrey \| 2 \| 4 \| \| |                           |                               |    |                |  |
| 1 | Bandera de Argentina      | Juan Mónaco                   | 7  | 7              |  |
| 1 | Bandera de Estados Unidos | Mardy Fish                    | 64 | 5              |  |
| 2 | Bandera de Argentina      | Juan Ignacio Chela            | 6  | 7              |  |
| 2 | Bandera de Estados Unidos | John Isner                    | 1  | 61             |  |
| 3 | Bandera de Argentina      | Máximo González / Juan Mónaco | 6  | 6              |  |
| 3 | Bandera de Estados Unidos | John Isner / Sam Querrey      | 2  | 4              |  |

## Grupo Azul

### Tabla de posiciones
| Pos. | País     | G | P | Partidos | Sets    |
| ---- | -------- | - | - | -------- | ------- |
| 1    | Alemania | 2 | 1 | 6 - 3    | 13 - 9  |
| 2    | Serbia   | 2 | 1 | 4 - 5    | 10 - 11 |
| 3    | Rusia    | 1 | 2 | 4 - 5    | 10 - 12 |
| 4    | España   | 1 | 2 | 4 - 5    | 10 - 11 |

### Serbia vs. Alemania
| | Serbia              | 0                                    | 3 | Alemania |      |
| --- | ------------------- | ------------------------------------ | - | -------- | ---- |
| Düsseldorf, Alemania 15 y 16 de mayo de 2011 |                     |                                      |   |          |      |
| \| 1 \| \| Janko Tipsarević \| 4 \| 65 \| \| \| 1 \| \| Philipp Kohlschreiber \| 6 \| 7 \| \| \| 2 \| \| Viktor Troicki \| 2 \| 2 \| \| \| 2 \| \| Florian Mayer \| 6 \| 6 \| \| \| 3 \| \| Janko Tipsarević / Nenad Zimonjic \| 7 \| 3 \| [7] \| \| 3 \| \| Christopher Kas / Philipp Petzschner \| 5 \| 6 \| [10] \| |                     |                                      |   |          |      |
| 1 | Bandera de Serbia   | Janko Tipsarević                     | 4 | 65       |      |
| 1 | Bandera de Alemania | Philipp Kohlschreiber                | 6 | 7        |      |
| 2 | Bandera de Serbia   | Viktor Troicki                       | 2 | 2        |      |
| 2 | Bandera de Alemania | Florian Mayer                        | 6 | 6        |      |
| 3 | Bandera de Serbia   | Janko Tipsarević / Nenad Zimonjic    | 7 | 3        | [7]  |
| 3 | Bandera de Alemania | Christopher Kas / Philipp Petzschner | 5 | 6        | [10] |

### España vs. Rusia
| | España            | 1                               | 2 | Rusia |   |
| --- | ----------------- | ------------------------------- | - | ----- | - |
| Düsseldorf, Alemania 15 y 16 de mayo de 2011 |                   |                                 |   |       |   |
| \| 1 \| \| Marcel Granollers \| 3 \| 4 \| \| \| 1 \| \| Mijaíl Yuzhny \| 6 \| 6 \| \| \| 2 \| \| Daniel Gimeno-Traver \| 5 \| 6 \| 6 \| \| 2 \| \| Ígor Andréiev \| 7 \| 4 \| 7 \| \| 3 \| \| Marcel Granollers / Marc López \| 6 \| 6 \| \| \| 3 \| \| Víktor Báluda / Dmitri Tursúnov \| 4 \| 2 \| \| |                   |                                 |   |       |   |
| 1 | Bandera de España | Marcel Granollers               | 3 | 4     |   |
| 1 | Bandera de Rusia  | Mijaíl Yuzhny                   | 6 | 6     |   |
| 2 | Bandera de España | Daniel Gimeno-Traver            | 5 | 6     | 6 |
| 2 | Bandera de Rusia  | Ígor Andréiev                   | 7 | 4     | 7 |
| 3 | Bandera de España | Marcel Granollers / Marc López  | 6 | 6     |   |
| 3 | Bandera de Rusia  | Víktor Báluda / Dmitri Tursúnov | 4 | 2     |   |

### Alemania vs. España
| | Alemania            | 1                                    | 2  | España |   |
| --- | ------------------- | ------------------------------------ | -- | ------ | - |
| Düsseldorf, Alemania 17 y 18 de mayo de 2011 |                     |                                      |    |        |   |
| \| 1 \| \| Florian Mayer \| 4 \| 6 \| 6 \| \| 1 \| \| Marcel Granollers \| 6 \| 4 \| 2 \| \| 2 \| \| Philipp Kohlschreiber \| 4 \| 6 \| 3 \| \| 2 \| \| Daniel Gimeno-Traver \| 6 \| 2 \| 6 \| \| 3 \| \| Christopher Kas / Philipp Petzschner \| 67 \| 3 \| \| \| 3 \| \| Marcel Granollers / Marc López \| 7 \| 6 \| \| |                     |                                      |    |        |   |
| 1 | Bandera de Alemania | Florian Mayer                        | 4  | 6      | 6 |
| 1 | Bandera de España   | Marcel Granollers                    | 6  | 4      | 2 |
| 2 | Bandera de Alemania | Philipp Kohlschreiber                | 4  | 6      | 3 |
| 2 | Bandera de España   | Daniel Gimeno-Traver                 | 6  | 2      | 6 |
| 3 | Bandera de Alemania | Christopher Kas / Philipp Petzschner | 67 | 3      |   |
| 3 | Bandera de España   | Marcel Granollers / Marc López       | 7  | 6      |   |

### Serbia vs. Rusia
| | Serbia            | 2                                 | 1 | Rusia |      |
| --- | ----------------- | --------------------------------- | - | ----- | ---- |
| Düsseldorf, Alemania 17 y 18 de mayo de 2011 |                   |                                   |   |       |      |
| \| 1 \| \| Viktor Troicki \| 6 \| 6 \| \| \| 1 \| \| Mijaíl Yuzhny \| 2 \| 3 \| \| \| 2 \| \| Dušan Lajović \| 1 \| 7 \| 6 \| \| 2 \| \| Ígor Andréiev \| 6 \| 6 \| 4 \| \| 3 \| \| Janko Tipsarević / Viktor Troicki \| 3 \| 6 \| [5] \| \| 3 \| \| Ígor Andréiev / Dmitri Tursúnov \| 6 \| 4 \| [10] \| |                   |                                   |   |       |      |
| 1 | Bandera de Serbia | Viktor Troicki                    | 6 | 6     |      |
| 1 | Bandera de Rusia  | Mijaíl Yuzhny                     | 2 | 3     |      |
| 2 | Bandera de Serbia | Dušan Lajović                     | 1 | 7     | 6    |
| 2 | Bandera de Rusia  | Ígor Andréiev                     | 6 | 6     | 4    |
| 3 | Bandera de Serbia | Janko Tipsarević / Viktor Troicki | 3 | 6     | [5]  |
| 3 | Bandera de Rusia  | Ígor Andréiev / Dmitri Tursúnov   | 6 | 4     | [10] |

### Serbia vs. España
| | Serbia            | 2                              | 1  | España |  |
| --- | ----------------- | ------------------------------ | -- | ------ |  |
| Düsseldorf, Alemania 19 y 20 de mayo de 2011 |                   |                                |    |        |  |
| \| 1 \| \| Viktor Troicki \| 6 \| 6 \| \| \| 1 \| \| Marcel Granollers \| 4 \| 4 \| \| \| 2 \| \| Janko Tipsarević \| 7 \| 6 \| \| \| 2 \| \| Daniel Gimeno-Traver \| 65 \| 1 \| \| \| 3 \| \| Dušan Lajović / Nenad Zimonjic \| 3 \| 1 \| \| \| 3 \| \| Marcel Granollers / Marc López \| 6 \| 6 \| \| |                   |                                |    |        |  |
| 1 | Bandera de Serbia | Viktor Troicki                 | 6  | 6      |  |
| 1 | Bandera de España | Marcel Granollers              | 4  | 4      |  |
| 2 | Bandera de Serbia | Janko Tipsarević               | 7  | 6      |  |
| 2 | Bandera de España | Daniel Gimeno-Traver           | 65 | 1      |  |
| 3 | Bandera de Serbia | Dušan Lajović / Nenad Zimonjic | 3  | 1      |  |
| 3 | Bandera de España | Marcel Granollers / Marc López | 6  | 6      |  |

### Alemania vs. Rusia
| | Alemania            | 2                                  | 1 | Rusia |   |
| --- | ------------------- | ---------------------------------- | - | ----- | - |
| Düsseldorf, Alemania 19 y 20 de mayo de 2011 |                     |                                    |   |       |   |
| \| 1 \| \| Philipp Petzschner \| 6 \| 6 \| \| \| 1 \| \| Ígor Andréiev \| 2 \| 4 \| \| \| 2 \| \| Philipp Kohlschreiber \| 2 \| 6 \| 6 \| \| 2 \| \| Mijaíl Yuzhny \| 6 \| 3 \| 2 \| \| 3 \| \| Florian Mayer / Philipp Petzschner \| 6 \| 4 \| \| \| 3 \| \| Ígor Andréiev / Dmitri Tursúnov \| 7 \| 6 \| \| |                     |                                    |   |       |   |
| 1 | Bandera de Alemania | Philipp Petzschner                 | 6 | 6     |   |
| 1 | Bandera de Rusia    | Ígor Andréiev                      | 2 | 4     |   |
| 2 | Bandera de Alemania | Philipp Kohlschreiber              | 2 | 6     | 6 |
| 2 | Bandera de Rusia    | Mijaíl Yuzhny                      | 6 | 3     | 2 |
| 3 | Bandera de Alemania | Florian Mayer / Philipp Petzschner | 6 | 4     |   |
| 3 | Bandera de Rusia    | Ígor Andréiev / Dmitri Tursúnov    | 7 | 6     |   |

## Final

### Alemania vs. Argentina
| | Alemania             | 2                                          | 1  | Argentina |  |
| --- | -------------------- | ------------------------------------------ | -- | --------- |  |
| Düsseldorf, Alemania 21 de mayo de 2011 |                      |                                            |    |           |  |
| \| 1 \| \| Florian Mayer \| 7 \| 6 \| \| \| 1 \| \| Juan Mónaco \| 64 \| 0 \| \| \| 2 \| \| Philipp Kohlschreiber \| 4 \| 64 \| \| \| 2 \| \| Juan Ignacio Chela \| 6 \| 7 \| \| \| 3 \| \| Philipp Kohlschreiber / Philipp Petzschner \| 6 \| 7 \| \| \| 3 \| \| Juan Ignacio Chela / Máximo González \| 3 \| 65 \| \| |                      |                                            |    |           |  |
| 1 | Bandera de Alemania  | Florian Mayer                              | 7  | 6         |  |
| 1 | Bandera de Argentina | Juan Mónaco                                | 64 | 0         |  |
| 2 | Bandera de Alemania  | Philipp Kohlschreiber                      | 4  | 64        |  |
| 2 | Bandera de Argentina | Juan Ignacio Chela                         | 6  | 7         |  |
| 3 | Bandera de Alemania  | Philipp Kohlschreiber / Philipp Petzschner | 6  | 7         |  |
| 3 | Bandera de Argentina | Juan Ignacio Chela / Máximo González       | 3  | 65        |  |

| Predecesor: 2010 | Copa Mundial por Equipos 2011 | Sucesor: 2012 |

- Datos: Q819145